# Списак концертних турнеја Мајкла Џексона и Џексонових
Џексон 5 је била америчка музичка група. Основали су је браћа Џексон: Џеки, Џермејн, Марлон, Мајкл и Тито. Први концерт овог квинтета је био у САД, где су наступили у градовима као што су Бостон, Синсинати и Њујорк крајем 1970. године. Браћа су остала у својој домовини за још две америчке турнеје пре него што су одржали успешне турнеје у Европи 1972. и годину касније на осталим континентима.
Након преласка из Мотауна у Епик рекордс, група је преименована у Џексонови и одржала је још једну турнеју у Европи где су наступили пред краљицом Елизабетом Другом Виндзорском. Након њихове серије концерата 1978. године, браћа одржавају Destiny турнеју, промоционалну алатку за њихов истоимени албум. Њихова 1981. године циркулација кроз 36 америчких градова, Triumph турнеја, била је следећа. Последња турнеја Џексонових је била 1984. године, након издања два студијска албума: „Victory“ и Мајкловог „Thriller“ албума. Victory турнеја је била серија од 55 наступа у Сједињеним Државама и Канади и приход је био 75 милиона америчких долара.
Након турнеја са браћом, Мајкл Џексон је започео своју прву соло светску турнеју 12. септембра 1987. године у Токију, Јапан. Забављајући преко укупно 4 милиона људи, укључујући и Чарлса, принца од Велса са својом тадашњом супругом Дајаном, Bad World Tour је била успешна постајући најпосећенија и турнеја са највећим приходом икада. Наредну серију концерата, Dangerous World Tour (1992-1993), такође су посматрали милиони али је била прекинута када је Џексон оптужен за сексуално злостављање. Следећа турнеја HIStory World Tour 1996, била је серија од 82 концерта која се завршила годину касније. Турнеја, посматрана од стране око 4,5 милиона фанова, била је његова
последња. Певач је преминуо три недеље пре почетка лондонске серије концерата под називом This Is It.

## Турнеје

### Џексон 5
| Година | Назив турнеје | Трајање                      | Број концерата      |
| ------ | ------------- | ---------------------------- | ------------------- |
| 1970.  |               | 9. октобар - децембар        | Тачан број непознат |
| 1971.  |               | Средина 1971 - 12. септембар | 40                  |
| 1971.  |               | Децембар - јануар 1972       | Тачан број непознат |
| 1972.  |               | Новембар                     | Тачан број непознат |
| 1973.  |               | Март - Фебруар 1975          | Тачан број непознат |

### Џексонови
| Година | Назив турнеје | Трајање                   | Број концерата      |
| ------ | ------------- | ------------------------- | ------------------- |
| 1977.  |               | Мај                       | Тачан број непознат |
| 1978.  |               | Јануар                    | 40                  |
| 1979.  |               | 22. јануар - 26. децембар | 123                 |
| 1981.  |               | 9. јул - 26. септембар    | 39                  |
| 1984.  |               | 6. јул - 9. децембар      | 55                  |

### Мајкл Џексон
| Година | Назив турнеје | Трајање                          | Број концерата |
| ------ | ------------- | -------------------------------- | -------------- |
| 1987.  |               | 12. септембар - 27. јануар 1989. | 123            |
| 1992.  |               | 27. јун - 11. новембар 1993.     | 69             |
| 1996.  |               | 7. септембар - 15. октобар 1997. | 82             |